# 山葉 (企業)
是日本位於靜岡縣濱松市的公司，生產發售包括樂器、半導體、音響、體育用品、汽車零件及電腦網路等產品。旗下子公司另外經營家居設備和以摩托車為主的事業。於2004年開發電子音樂製作語音合成軟體核心引擎VOCALOID。
山葉於1969年在鋼琴生產數量上成為世界第一，銷售額為基準也是世界首位。樂器種類從鋼琴、電子琴、管樂器、弦樂器、打擊樂器及電子樂器等100多種樂器，是世界最大的綜合樂器及音響製造商。

## 歷史
- 1887 - 山葉公司創始人山葉寅楠製作他的第一台風琴。
- 1897 - 成立日本樂器製造株式會社（日本楽器製造株式会社）。
- 1900 - 開始生產直立式鋼琴。
- 1949 - 股票於東京證券交易所上市。
- 1954 - 於東京成立首座音樂教室，開設實驗班課程。同年開始生產製造播放機。
- 1955 - 成立山葉發動機株式會社（自日本樂器製造株式會社生產摩托車部門獨立成為子公司）。
- 1958 - 開始生產體育用品。同年於墨西哥成立海外第一家子公司。
- 1959 - 開始生產電子琴。
- 1960 - 成立山葉國際股份有限公司（現為美國山葉股份有限公司）。
- 1962 - 開始發展休閒事業。
- 1964 - 開始生產居家用品。
- 1965 - 開始生產管樂樂器。
- 1966 - 成立YAMAHA音樂振興會。事業拓展至歐洲，在西德成立了山葉歐洲有限公司。
- 1968 - 首次於日本按市價發行股票。
- 1971 - 開始生產半導體。
- 1983 - 生產並公開發售專業音樂合成器：。
- 1987 - 100週年紀念，日本樂器製造株式會社更名為山葉株式會社（ヤマハ株式会社）。
- 1997 - 發表音源機、及。
- 2002 - 成立雅馬哈樂器音響（中國）投資有限公司。成立山葉音樂歐洲控股公司（現為山葉音樂歐洲有限公司）。
- 2005 - 收購德國Steinberg媒體技術公司。
- 2007 - 成立音樂娛樂事業控股公司。
- 2008 - 收購貝森朵夫鋼琴。收購NEXO S.A. 。
- 2010 - 於波蘭華沙舉行的第16屆蕭邦國際鋼琴大賽，由使用Yamaha CFX的俄羅斯鋼琴家尤利安娜·阿夫杰耶娃獲得首獎殊榮。這是歷屆蕭邦國際鋼琴大賽中，第一次由使用日本製鋼琴的參賽者獲得優勝。將山葉全日本的鋼琴製造工廠整合至掛川市。
- 2012 - 將山葉全日本的管樂器製造工廠整合至豐岡市。自10月起，展開為期一年的一百二十五週年紀念活動。

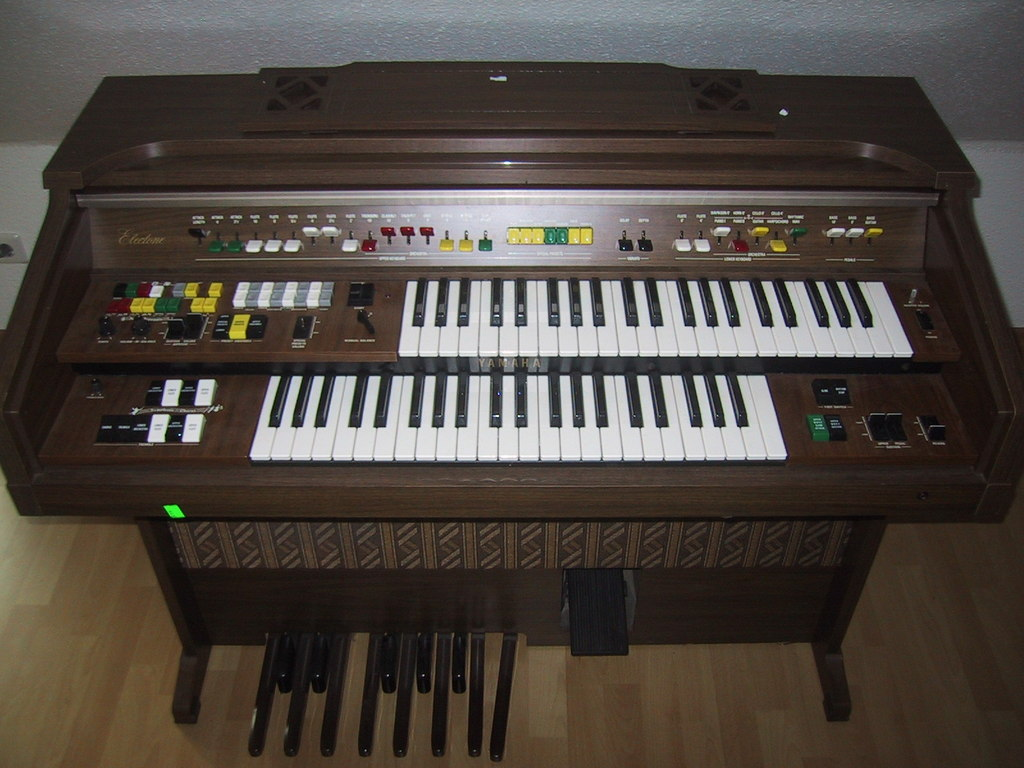
雅马哈-35電子琴
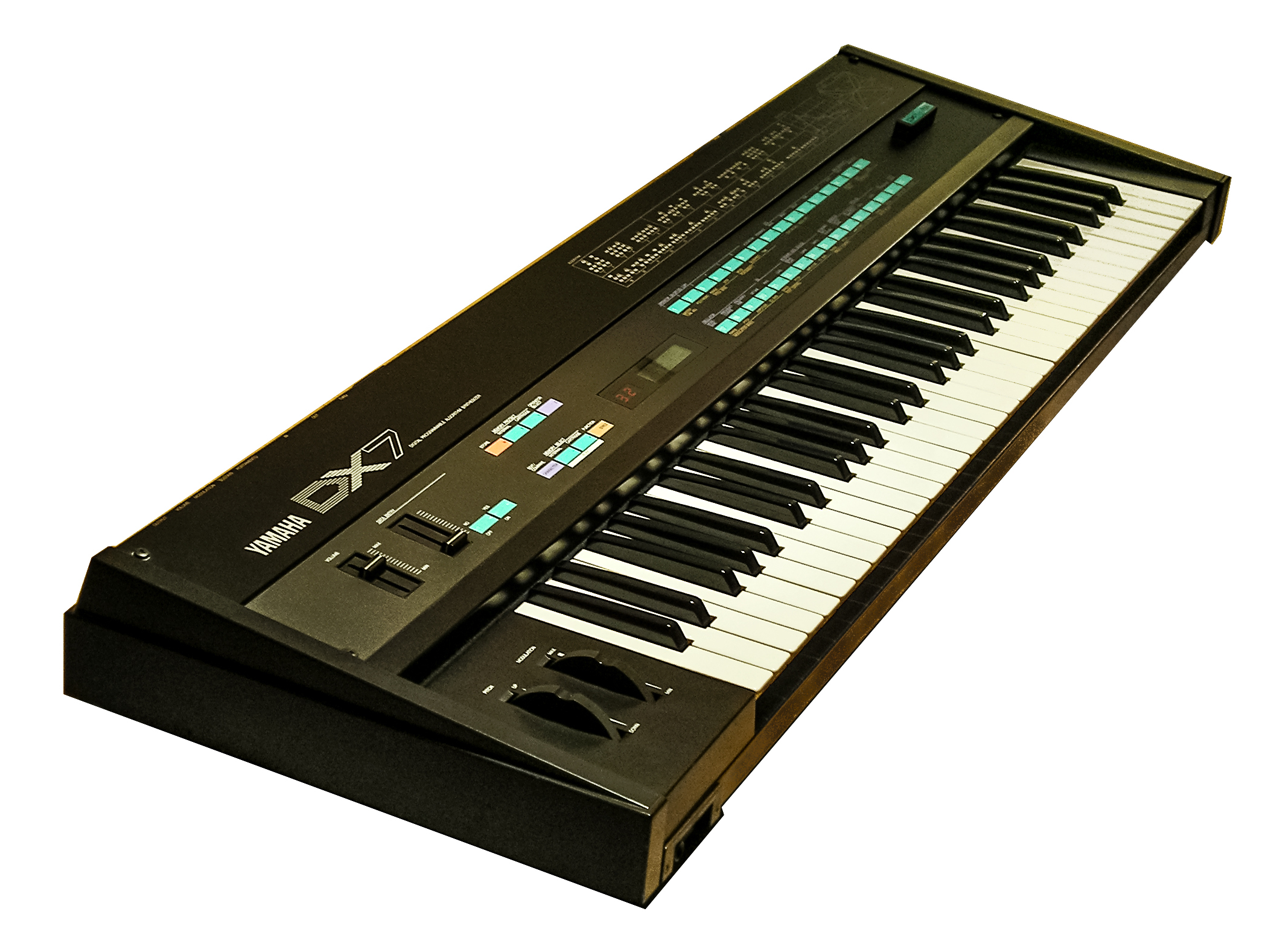
雅马哈电子合成器
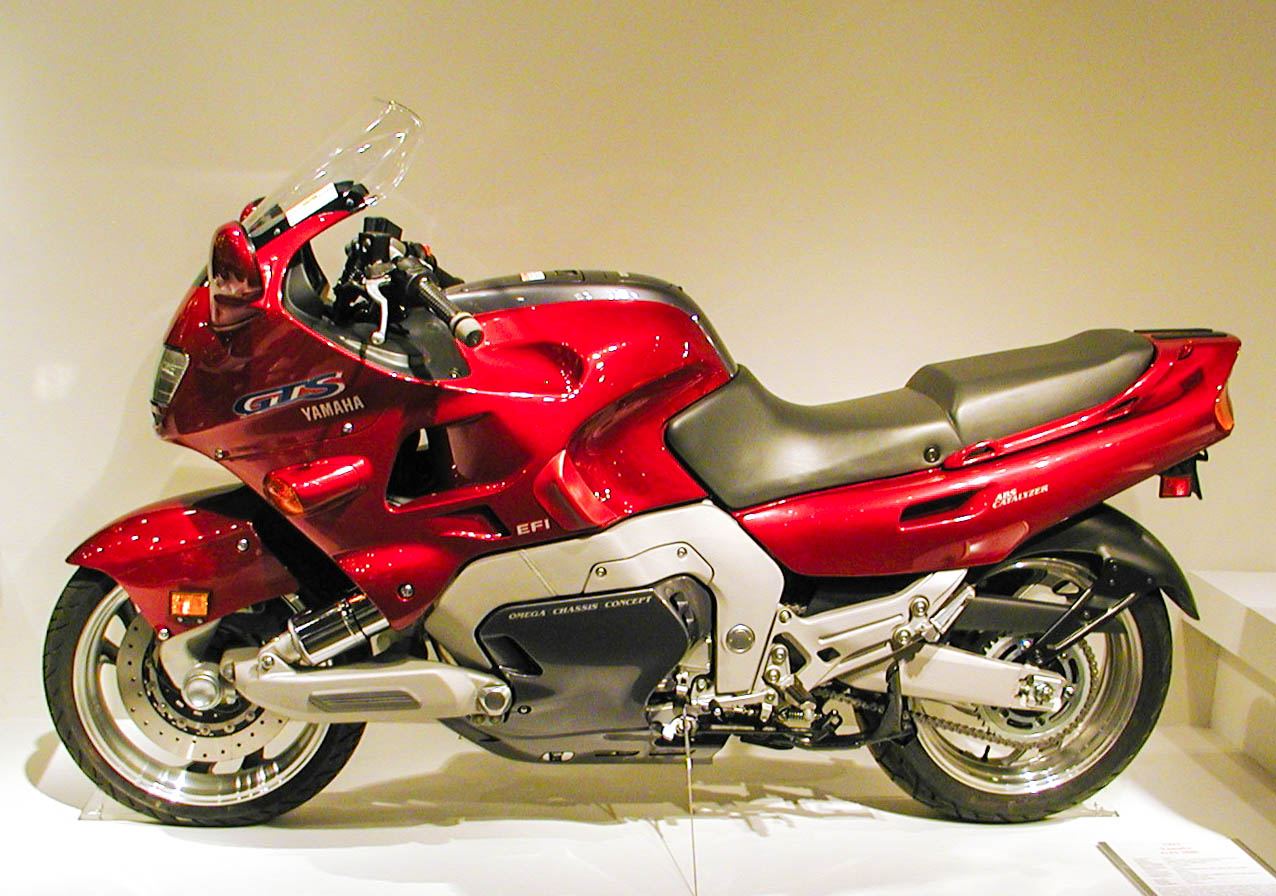
1000電單車
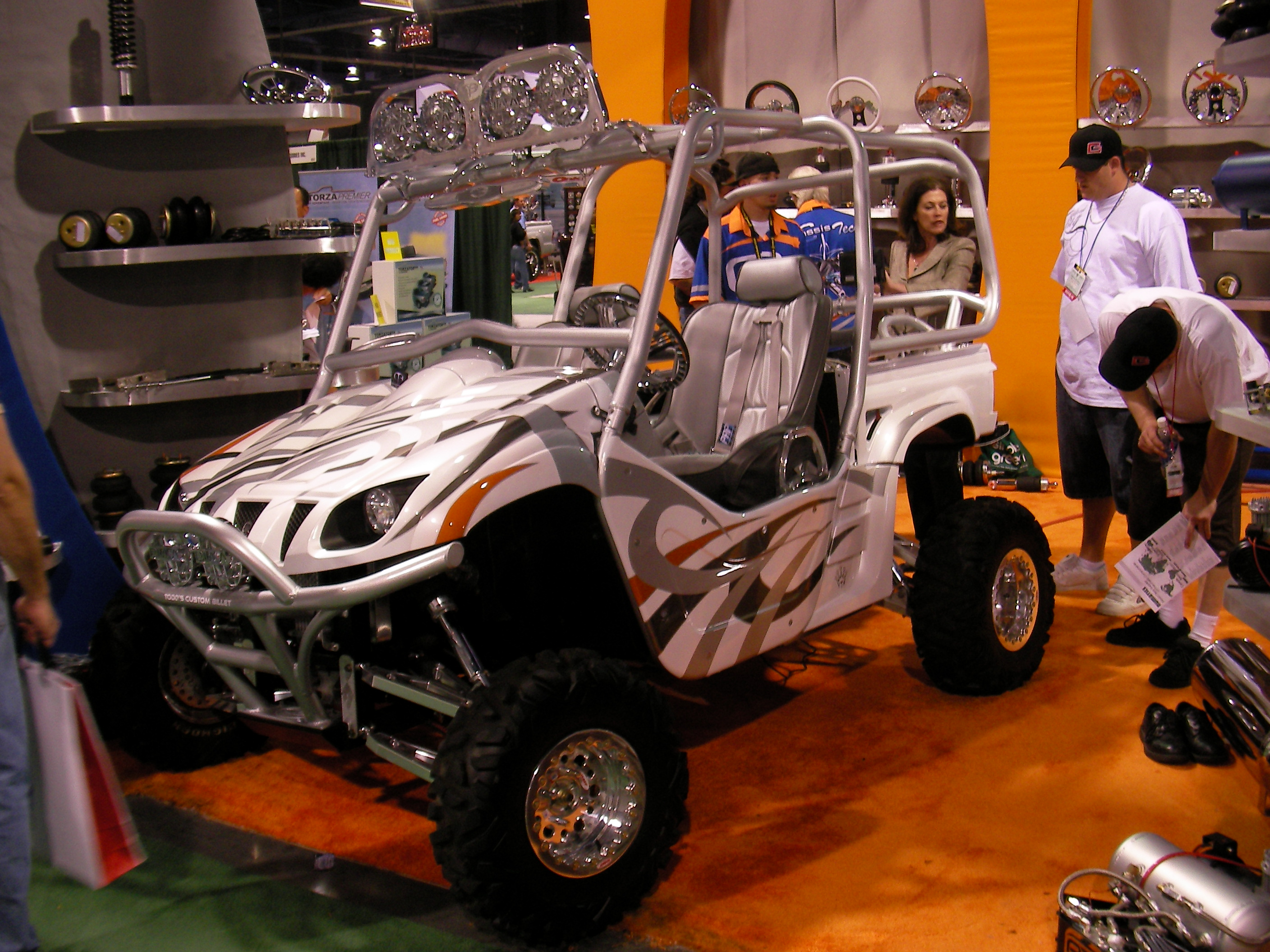
改裝型山葉犀牛

## 争议
雅马哈株式会社因在俄罗斯持续开展业务而受到批评。批评者认为，雅马哈的业务活动可能削弱国际社会对俄罗斯的经济孤立，并在战争期间间接支持俄罗斯经济。尽管存在这些质疑，该公司仍继续在俄罗斯进口和销售产品，但其2023年的收入相比2022年大幅下降。

## 資料來源
1. ↑   (PDF). YAHAMA Corporation.   [2016-06-20]. （原始内容存档 (PDF)于2015-08-24）.
2. ↑  藤尾 明彥. . 東洋新聞.   [2023-03-28]. （原始内容存档于2023-03-28） （日语）.
3. ↑  . leave-russia.org.   [2025-01-14]. （原始内容存档于2025-02-11） （英语）.

## 外部連結
- 官方网站：中国大陆、台湾、全球
- Yamaha Motor TW的Facebook專頁 （页面存档备份，存于）